# Peitarquía
En la mitología griega, Peitarquia (en griego antiguo: Πειθαρχία) era la personificación de la obediencia.
Esquilo la menciona una vez, quien cita un proverbio según el cual Peitarquia es la esposa de Soter y madre de Eupraxia:
"Cuando invoques a los dioses, no seas mal aconsejado. Peitarquia (Obediencia) es la madre de Eupraxia (Éxito), esposa de Soter (Salvación), como dice el dicho. Así es, pero el poder de Dios Zeus es supremo y, a menudo, en los malos momentos, saca al hombre indefenso de la dura miseria, incluso cuando las nubes de tormenta caen sobre sus ojos".